# 의방유취
《의방유취》(醫方類聚)는 1445년(조선 세종 27년)에 완성된 의학서이다.
《의방유취》는 책 이름 그대로 임상적 처방을 병증에 따라서 분류 집성한 것으로 세종이 집현전 부교리 김예몽(金禮蒙), 유성원(柳誠源) 등 여러 문관과 유의(儒醫)에게 명하여 모든 의방(醫方)을 수집·분류하여 1서(一書)로 합편하였다. 뒤에 다시 집현전 직제학 김문(金汶)·신석조(辛碩祖), 부교리 이예(李芮), 승무원 교리 김수온(金守溫)에게 명하여 의관(의사) 전순의(全循義)·김유지(金有知) 등을 모아 편찬케 하고 안평대군 등으로 하여금 감수케 하였다.
3년 만인 1445년(세종 27년)에 365권을 편성하게 되었으나, 그것이 너무 방대하여 용이하게 간행하지 못하고 있다가 1477년(성종 8년) 겨우 30부를 간행하였다. 이 책은 그 후 대부분 망실되었다가 1876년(고종 13년) 복간본이 일본에서 한국에 헌납되었다.

## 같이 보기
- 동의보감